# Briansk
Briansk (del ruso: Брянск) es una ciudad de Rusia, situada a 380 km al suroeste de Moscú. Es el centro administrativo de la óblast de Briansk. Cuenta con una población de 410 837 habitantes.

## Administración
Es la capital de la óblast de Briansk en el extremo occidental del país. Dentro de la óblast, está constituida como un ókrug urbano, es decir, el territorio de la ciudad forma una jurisdicción de segundo nivel, tanto administrativa como municipal, directamente subordinada a la óblast. Su territorio se enclava geográficamente en el raión de Briansk, pero no forma parte del mismo. El territorio de Briansk se divide en cuatro distritos urbanos: Bézhitsa, Volodarski, Sovetski y Fokin. El ókrug urbano de Briansk incluye como pedanías tres asentamientos de tipo urbano: Belye Beregá, Bolshoye Pólpino y Ráditsa-Krýlovka.

## Clima
| Parámetros climáticos promedio de Briansk (normales 1991–2020, extremos 1928–presente) | Parámetros climáticos promedio de Briansk (normales 1991–2020, extremos 1928–presente) | Parámetros climáticos promedio de Briansk (normales 1991–2020, extremos 1928–presente) | Parámetros climáticos promedio de Briansk (normales 1991–2020, extremos 1928–presente) | Parámetros climáticos promedio de Briansk (normales 1991–2020, extremos 1928–presente) | Parámetros climáticos promedio de Briansk (normales 1991–2020, extremos 1928–presente) | Parámetros climáticos promedio de Briansk (normales 1991–2020, extremos 1928–presente) | Parámetros climáticos promedio de Briansk (normales 1991–2020, extremos 1928–presente) | Parámetros climáticos promedio de Briansk (normales 1991–2020, extremos 1928–presente) | Parámetros climáticos promedio de Briansk (normales 1991–2020, extremos 1928–presente) | Parámetros climáticos promedio de Briansk (normales 1991–2020, extremos 1928–presente) | Parámetros climáticos promedio de Briansk (normales 1991–2020, extremos 1928–presente) | Parámetros climáticos promedio de Briansk (normales 1991–2020, extremos 1928–presente) | Parámetros climáticos promedio de Briansk (normales 1991–2020, extremos 1928–presente) |
| Mes                                                                                    | Ene.                                                                                   | Feb.                                                                                   | Mar.                                                                                   | Abr.                                                                                   | May.                                                                                   | Jun.                                                                                   | Jul.                                                                                   | Ago.                                                                                   | Sep.                                                                                   | Oct.                                                                                   | Nov.                                                                                   | Dic.                                                                                   | Anual                                                                                  |
| -------------------------------------------------------------------------------------- | -------------------------------------------------------------------------------------- | -------------------------------------------------------------------------------------- | -------------------------------------------------------------------------------------- | -------------------------------------------------------------------------------------- | -------------------------------------------------------------------------------------- | -------------------------------------------------------------------------------------- | -------------------------------------------------------------------------------------- | -------------------------------------------------------------------------------------- | -------------------------------------------------------------------------------------- | -------------------------------------------------------------------------------------- | -------------------------------------------------------------------------------------- | -------------------------------------------------------------------------------------- | -------------------------------------------------------------------------------------- |
| Temp. máx. abs. (°C)                                                                   | 7.6                                                                                    | 9.9                                                                                    | 20.2                                                                                   | 28.3                                                                                   | 32.2                                                                                   | 34.9                                                                                   | 37.7                                                                                   | 38.4                                                                                   | 30.7                                                                                   | 24.8                                                                                   | 17.1                                                                                   | 9.9                                                                                    | 38.4                                                                                   |
| Temp. máx. media (°C)                                                                  | -3.3                                                                                   | -2.3                                                                                   | 3.5                                                                                    | 12.7                                                                                   | 19.6                                                                                   | 22.8                                                                                   | 24.6                                                                                   | 23.5                                                                                   | 17.3                                                                                   | 10.0                                                                                   | 2.3                                                                                    | -2.1                                                                                   | 10.7                                                                                   |
| Temp. media (°C)                                                                       | -5.7                                                                                   | -5.2                                                                                   | -0.3                                                                                   | 7.7                                                                                    | 14.1                                                                                   | 17.6                                                                                   | 19.5                                                                                   | 18.1                                                                                   | 12.5                                                                                   | 6.3                                                                                    | 0.1                                                                                    | -4.1                                                                                   | 6.7                                                                                    |
| Temp. mín. media (°C)                                                                  | -8.1                                                                                   | -8.1                                                                                   | -3.7                                                                                   | 3.2                                                                                    | 8.8                                                                                    | 12.5                                                                                   | 14.6                                                                                   | 13.2                                                                                   | 8.3                                                                                    | 3.1                                                                                    | -2.0                                                                                   | -6.3                                                                                   | 3.0                                                                                    |
| Temp. mín. abs. (°C)                                                                   | -41.8                                                                                  | -34.9                                                                                  | -29.6                                                                                  | -21.8                                                                                  | -4.2                                                                                   | -1.3                                                                                   | 2.2                                                                                    | 0.1                                                                                    | -5.2                                                                                   | -13.0                                                                                  | -23.6                                                                                  | -38.6                                                                                  | -41.8                                                                                  |
| Precipitación total (mm)                                                               | 46                                                                                     | 42                                                                                     | 38                                                                                     | 38                                                                                     | 65                                                                                     | 74                                                                                     | 83                                                                                     | 60                                                                                     | 70                                                                                     | 56                                                                                     | 50                                                                                     | 50                                                                                     | 672                                                                                    |
| Días de lluvias (≥ 1 mm)                                                               | 7                                                                                      | 6                                                                                      | 8                                                                                      | 14                                                                                     | 16                                                                                     | 18                                                                                     | 17                                                                                     | 14                                                                                     | 16                                                                                     | 16                                                                                     | 14                                                                                     | 10                                                                                     | 156                                                                                    |
| Días de nevadas (≥ 1 mm)                                                               | 23                                                                                     | 21                                                                                     | 14                                                                                     | 4                                                                                      | 0.4                                                                                    | 0                                                                                      | 0                                                                                      | 0                                                                                      | 0.4                                                                                    | 4                                                                                      | 14                                                                                     | 22                                                                                     | 103                                                                                    |
| Horas de sol                                                                           | 18.6                                                                                   | 58.8                                                                                   | 133.3                                                                                  | 180.0                                                                                  | 282.1                                                                                  | 264.0                                                                                  | 294.5                                                                                  | 260.4                                                                                  | 171.0                                                                                  | 83.7                                                                                   | 27.0                                                                                   | 21.7                                                                                   | 1795.1                                                                                 |
| Humedad relativa (%)                                                                   | 85                                                                                     | 82                                                                                     | 76                                                                                     | 68                                                                                     | 65                                                                                     | 69                                                                                     | 71                                                                                     | 72                                                                                     | 77                                                                                     | 81                                                                                     | 87                                                                                     | 87                                                                                     | 77                                                                                     |
| Fuente n.º 1: Pogoda.ru.net                                                            |                                                                                        |                                                                                        |                                                                                        |                                                                                        |                                                                                        |                                                                                        |                                                                                        |                                                                                        |                                                                                        |                                                                                        |                                                                                        |                                                                                        |                                                                                        |
| Fuente n.º 2: Climatebase (horas de sol 1949–2011)                                     |                                                                                        |                                                                                        |                                                                                        |                                                                                        |                                                                                        |                                                                                        |                                                                                        |                                                                                        |                                                                                        |                                                                                        |                                                                                        |                                                                                        |                                                                                        |

## Ciudades hermanadas
Briansk está hermanada con las siguientes ciudades:
- Chernígov (Ucrania)
- Dobele (Letonia)
- Dupnitsa (Bulgaria)
- Gómel (Bielorrusia)
- Győr (Hungría)
- Konin (Polonia)
- Karlovo (Bulgaria)
- Naujoji Akmenė (Lituania)
- Oriol (Rusia)
- Severodvinsk (Rusia)

## Personas notables
- Roman Konoplev (1973), publicista y escritor.
- Yan Nepómniashchi (1990), gran maestro de ajedrez, doble campeón de Rusia y dos veces candidato al campeonato mundial.
- Pável Kamozin (1917-1983), aviador militar soviético, dos veces Héroe de la Unión Soviética